# Liste des agences spatiales
La liste des agences spatiales détaille les principales caractéristiques des organismes nationaux ou supranationaux, destinés à la gestion de l'activité spatiale. Celle-ci regroupe le développement des lanceurs, l'étude du milieu spatial, l'exploration du système solaire, l'observation de la Terre, l'astronomie, la cosmologie, les télécommunications et la météorologie spatiale, la technologie spatiale, les vols habités, etc.

## Principales agences spatiales
| Nom français                                                 | Nom original | Acronyme   | Pays                | Date création    | Budget                   | Nbre employés | Lanceur | Station spatiale | Exploration du système solaire | Mission spatiale habitée | Satellites militaires |
| ------------------------------------------------------------ | --- | ---------- | ------------------- | ---------------- | ------------------------ | ------------- | ------- | ---------------- | ------------------------------ | ------------------------ | --------------------- |
| Administration nationale de l'aéronautique et de l'espace    | (en) National Aeronautics and Space Administration | NASA       | États-Unis          | 1er octobre 1958 | 21 500 millions $ (2019) | 17 000        | Oui     | Oui              | Oui                            | Oui                      | Oui                   |
| Administration spatiale nationale chinoise                   | (zh) 中华人民共和国国家航天局 (en) China National Space Administration                                                                                | CNSA       | Chine               | 22 avril 1993    | 11 000 millions $ (2018) |               | Oui     | Oui              | Oui                            | Oui                      | Oui                   |
| Agence spatiale européenne                                   | selon les pays (en) European Space Agency | ASE ou ESA | 22 pays d'Europe    | 31 mai 1975      | 7 895 millions $ (2021)  | 2 200         | Oui     | Oui (SSI)        | Oui                            | Oui                      | Oui                   |
| Agence spatiale émiratie                                     | (ar) وكالة الإمارات للفضاء (en) United Arab Emirates Space Agency                                                                                     | UAESA      | Émirats arabes unis | 2014             | 5 000 millions € (2021)  |               | Non     | Non              | Oui                            | Non                      | Non                   |
| Centre national d'études spatiales                           | (fr) Centre National d'Études Spatiales | CNES       | France              | 19 décembre 1961 | 3 384 millions $ (2020)  | 2 500         | Oui     | Oui              | Oui                            | Oui                      | Oui                   |
| Entreprise d'État pour les activités spatiales « Roscosmos » | (ru) Государственная корпорация по космической деятельности «Роскосмос» (Gossoudarstvennaïa korporatsia po kosmitcheskoï deiatel'nosti « Roskosmos ») | ROSCOSMOS  | Russie              | 25 février 1992  | 2 500 millions $ (2016)  |               | Oui     | Oui              | Oui                            | Oui                      | Oui                   |
| Agence d'exploration aérospatiale japonaise                  | (ja) 宇宙航空研究開発機構 (en) Japan Aerospace EXploration Agency                                                                                     | JAXA       | Japon               | 1er octobre 2003 | 2 460 millions $         |               | Oui     | Oui (SSI)        | Oui                            | Non                      | Oui                   |
| Centre allemand pour l'aéronautique et l'astronautique       | (de) Deutsches Zentrum für Luft- und Raumfahrt | DLR        | Allemagne           | ~1969            | 2 000 millions $         | 8000          | Non     | Non              | Oui                            | Non                      | Oui                   |
| Organisation indienne pour la recherche spatiale             | (en) Indian Space Research Organisation (hi) भारतीय अंतरिक्ष अनुसंधान संगठन                                                                                    | ISRO       | Inde                | 15 aout 1969     | 1 320 millions $         | 16 000        | Oui     | Non              | Oui                            | Non                      | Oui                   |
| Administration coréenne de l'aérospatiale                    | (ko) 대한민국 우주항공청 (en) Korea AeroSpace Administration (KASA)                                                                                   | KASA       | Corée du Sud        | 27 mai 2024      |                          |               | Oui     | Non              | Oui                            | Non                      | Non                   |
| Agence spatiale italienne                                    | (it) Agenzia Spaziale Italiana | ASI        | Italie              | ~1988            | 1 000 millions $         |               | Oui     | Non              | Non                            | Non                      | Oui                   |
| Agence spatiale canadienne                                   | (fr) Agence spatiale canadienne (en) Canadian Space Agency                                                                                            | ASC / CSA  | Canada              | 1er mars 1989    | 489 millions $           |               | Non     | Oui (SSI)        | Non                            | Non                      | Non                   |
| Agence spatiale du Royaume-Uni                               | (en) UK Space Agency | UKSA       | Royaume-Uni         | 1er avril 2010   | 414 millions $           |               | Non     | Non              | Non                            | Non                      | Oui                   |
| Agence spatiale algérienne                                   | (ber) ⵜⴰⴼⵓⵍⵍⵓⵜ ⵜⴰⵣⵣⴰⵢⵔⵉⵜ ⵏ ⵜⴰⵍⵍⵓⵏⵜ (ar) الوكالة الفضائية الجزائرية                                                                                    | ASAL       | Algérie             | 16 janvier 2002  | 360 millions $           |               | Non     | Non              | Non                            | Non                      | Oui                   |
| Agence spatiale iranienne                                    | (fa) سازمان فضایی ایران | ISA        | Iran                | 1er février 2004 | 139 millions $ (2012)    |               | Oui     | Non              | Non                            | Non                      | Non                   |
| Agence spatiale israélienne                                  | (he) סוכנות החלל הישראלית | ISA        | Israël              | avril 1983       | 180 millions $ (2012)    |               | Oui     | Non              | Non                            | Non                      | Oui                   |

## Quelques agences spatiales, passées et présentes

### Afrique
- Union africaine : Agence spatiale africaine (AfSA)
- Afrique du Sud :  South African National Space Agency (SANSA) (Agence spatiale nationale sud-africaine)
- Algérie : Agence spatiale algérienne, créée en 2002
- Égypte : Autorité Nationale pour la télédétection et les sciences de l'espace (en) (NARSS)
- Gabon : Agence Gabonaise d'Etudes et d'Observation spatiales (AGEOS) créée en 2010
- Maroc : Centre royal de télédétection spatiale
- Nigeria : Agence Nationale pour le développement et la recherche spatiale du Nigeria (en) (NASRDA), créée en 1998
- Sénégal : Agence Sénégalaise d'Études Spatiales (en) (ASES), créée en 2023

### Amérique
- Argentine : Commission nationale des activités spatiales créée en 1991
- Brésil : Agence spatiale brésilienne créée en 1994
- Canada : Agence spatiale canadienne (ASC), créée en 1989
- Colombie : Commission colombienne de l'espace (CCE), fondée le 18 juillet 2006
- Équateur : Agence spatiale civile équatorienne (en) (EXA) créée en 2007
- États-Unis : 
  - National Aeronautics and Space Administration (NASA), fondée le 1er octobre 1958 qui a succédé au National Advisory Committee for Aeronautics (NACA) (espace civil)
  - National Reconnaissance Office  (NRO) (satellites de reconnaissance et d'écoute)
  - National Geospatial-Intelligence Agency (Imagerie militaire)
  - National Oceanic and Atmospheric Administration (NOAA) (satellites météo)
- Mexique : Agence spatiale mexicaine (es) (Aexa) créée le 20 avril 2010
- Pérou : Comisión Nacional de Investigación y Desarrollo Aeroespacial

### Asie
- Multinationale : Organisation de coopération spatiale Asie-Pacifique, fondée en 2008
- Arabie saoudite : Institut de recherche spatiale d'Arabie Saoudite (KACST-SRI)
- Azerbaïdjan : Agence nationale aérospatiale d'Azerbaïdjan (en) (MAKA), fondée en 1992
- Bahreïn : Agence nationale des sciences spatiales de Bahreïn (NSSA) créée le 9 avril 2014
- Bangladesh : Organisation de recherche spatiale et de télédétection (en), créée en 1980
- Chine : 
  - l'Administration spatiale nationale de Chine (CNSA), fondée en 1993
  - China Aerospace Science and Technology Corporation (CASC), fondée en 1968
  - la Commission des sciences, technologies et industries pour la Défense nationale (COSTIND)
  - le Centre national des sciences spatiales (NSSC) de l'Académie chinoise des sciences (avant 2012 Centre pour les sciences spatiales et la recherche appliquée ou CSSAR)
- Corée du Nord : l'Administration nationale de la technologie aérospatiale (NATA)
- Corée du Sud : L'Administration coréenne de l'aérospatiale ou KASA (Korea AeroSpace Administration) qui a remplacé en 2024 l'Institut coréen de recherche aérospatiale ou KARI (Korea Aerospace Research Institute), créé en 1989
- Émirats arabes unis : Agence spatiale émiratie créée en 2014.
- Inde : Organisation indienne pour la recherche spatiale (ISRO), fondée le 15 août 1969 (date anniversaire de l'indépendance), lance la fusée Polar Satellite Launch Vehicle
- Iran : Agence spatiale iranienne, créée en 2004
- Israël : Agence spatiale israélienne (ASI), fondée en 1983
- Indonésie : Institut national de l'aéronautique et de l'espace (LAPAN) , créée en 1964
- Japon : Agence d'exploration aérospatiale japonaise (JAXA), fondée en 2003, fusion des trois agences japonaises antérieures : 
  - Laboratoire national aérospatial du Japon (NAL), fondé en 1955
  - Institut des sciences spatiales et astronautiques (ISAS), spécialisé dans la recherche scientifique, fondé en avril 1964
  - Agence nationale de développement spatial du Japon (NASDA), consacrée aux applications techniques, fondée le 1er octobre 1969
- Kazakhstan : Agence spatiale nationale du Kazakhstan (KazCosmos), créée le 27 mars 2007
- Malaisie : Agence spatiale malaisienne nationale, créée en 2002
- Ouzbékistan : Agence de recherche spatiale de l'état d'ouzbek (UzbekCosmos), créée en 2001
- Pakistan : Commission de recherche sur l'espace et la haute atmosphère, dirigée par Aizaz Ahmad Chaudry, créée en 1961
- Philippines : Philippine Space Agency (PhilSA), créée en 2019
- Sri Lanka : Agence spatiale srilankaise (SLSA)
- Taïwan : Organisation spatiale nationale, créée en 1991
- Thaïlande : Agence de développement de la géo-informatique et de la technologie spatiale (en) (GISTDA), créée en 2002
- Turkménistan : Agence spatiale nationale turkmène
- Viêt Nam : Institut de technologie spatiale (STI), fondé 20 novembre 2006

### Europe
- Europe : Agence spatiale européenne (ESA en anglais), créée en 1975, qui a succédé à
  - Conseil européen de recherches spatiales (ESRO en anglais), fondée en 1962
- Allemagne : Deutsches Zentrum für Luft- und Raumfahrt (DLR), créé en 1997
- Autriche : Agence spatiale autrichienne (ALR), fondée le 12 juillet 1972
- Biélorussie : Agence spatiale biélorusse (en) (BSA), créée en 2009
- Bulgarie : Agence spatiale bulgare, créée en 1987
- Espagne : Instituto Nacional de Técnica Aeroespacial (INTA), créée en 1942
- France : Centre national d'études spatiales (CNES), fondé le 19 décembre 1961
- Grèce : Institut des applications spatiales et de la télédétection (en) (ISARS)
- Hongrie : Bureau spatial hongrois (en) (HSO)
- Italie : Agence spatiale italienne (Agenzia Spaziale Italiana ou ASI), fondée le 8 juin 1988
- Lituanie : Association spatiale lituanienne (en) (LSA), créée en 2007
- Luxembourg : Agence spatiale luxembourgeoise (LSA), lancée en septembre 2018
- Norvège : Centre spatial norvégien (NSC), créée 1987
- Pays-Bas : Netherlands Institute for Space Research, créée en 1983
- Pologne : Agence spatiale polonaise (POLSA), fondée en 2014
- Portugal : Portugal Space Agency (PSA), fondée le 18 mars 2019 (succédant à la Compagnie spatiale portugaise créée en 1989).
- Royaume-Uni : UK Space Agency (British National Space Centre jusqu'en 2010), créée en 1985
- Roumanie : Agence spatiale roumaine (ROSA en anglais créée en 1991)
- Russie : Agence spatiale fédérale russe (FKA), fondée en 2004, qui a succédé à :
  - Agence spatiale russe (Rousskoye Kosmitcheskoye Agentsvo ou RKA), fondée en 1992
  - Rosaviakosmos (abréviation de Rossiyskoye Aviatsionno-Kosmicheskoye Aguentstvo), fondée en 1999 en remplacement de la RKA
- Suède : Agence spatiale suédoise (ASS), fondé en 1972
- Suisse : Swiss Space Office (SSO)
  - Mu Aerospace
- Ukraine : Agence spatiale nationale d'Ukraine (NSAU), fondée en 1992

### Océanie
- Australie : Agence spatiale australienne qui remplace le précédent
  - Australian Space Office (ASO), fondé le 21 septembre 1986, qui gérait :
    - le Space Licensing and Safety Office (SLASO)
    - le Cooperative Research Centre for Satellite Systems (CRCSS)
- Nouvelle-Zélande : Agence spatiale de la Nouvelle-Zélande (NZSA), fondée en avril 2016

## Coopération entre pays
- Asia-Pacific Space Cooperation Organization
- ONU :
  - Bureau des affaires spatiales des Nations unies créé en 1962
  - Comité des Nations unies pour l'utilisation pacifique de l'espace extra-atmosphérique créé en 1958

## Carte des pays en fonction de leurs capacités spatiales

Pays disposant d'une capacité à envoyer des personnes dans l'espace
Pays ayant lancé des sondes spatiales
Pays disposant de lanceurs
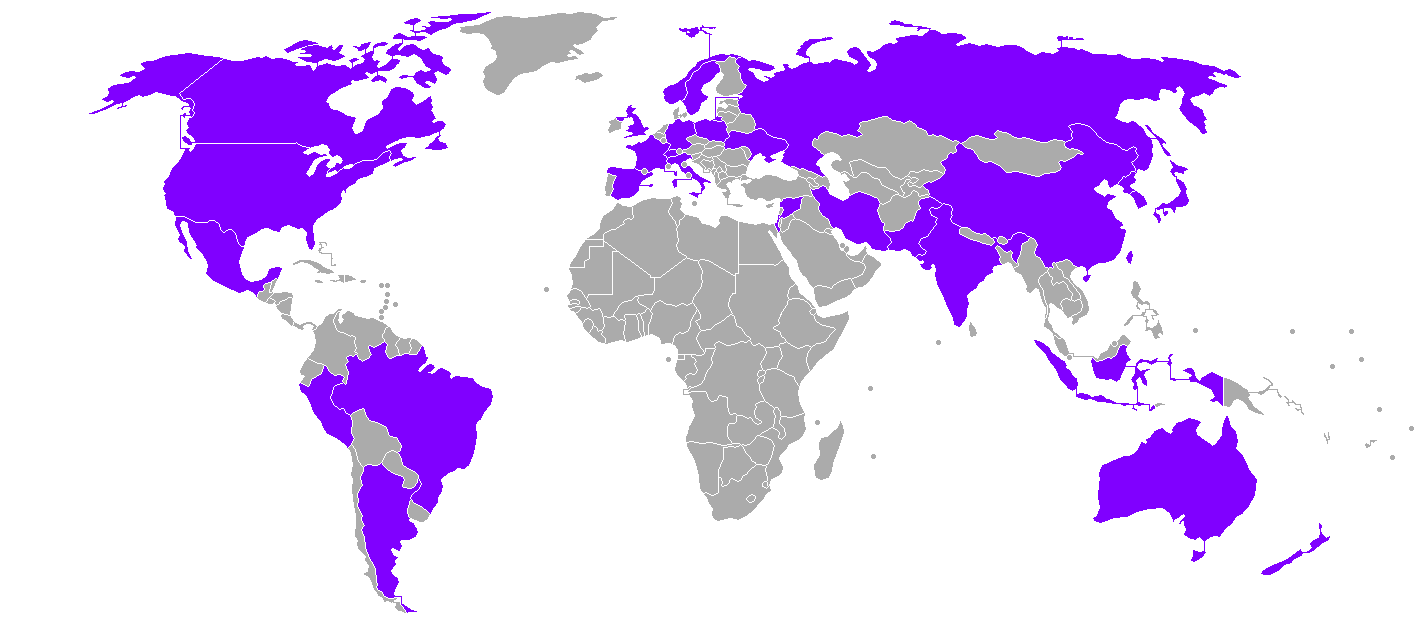
Pays disposant de fusées-sondes
Pays opérateurs de satellites
Pays ayant envoyé au moins un  homme dans l'espace